# Tribunale costituzionale (Polonia)
Il Tribunale costituzionale della Repubblica di Polonia (in polacco: Trybunał Konstytucyjny) è un organo collegiale che funge da corte costituzionale con l'obiettivo di risolvere le dispute sulla costituzionalità delle attività delle istituzioni statali; il suo principale compito è supervisionare la fedeltà delle leggi con la Costituzione.
Il Tribunale costituzionale giudica sull'aderenza della legislazione e degli accordi internazionali con la Costituzione, sui conflitti tra poteri degli organi costituzionali centrali e sull'aderenza costituzionale delle attività dei partiti politici. Dà anche direttive su argomenti costituzionali.
Il Tribunale costituzionale è composto da 15 giudici scelti dal Sejm (Camera dei deputati polacca) per un mandato di nove anni, e sono completamente indipendenti. Il Tribunale costituzionale costituisce una delle garanzie formali di uno stato di diritto.
Un giudice, nominato dal presidente del Tribunale, ricopre la carica di membro della Commissione elettorale nazionale (legge del 5 gennaio 2011 Il codice elettorale).